# Марк Горацій Барбат
Марк Горацій Барбат (лат. Marcus Horatius Barbatus; ? — після 444 до н. е.) — політичний, державний і військовий діяч Римської республіки, консул 449 року до н. е.

## Життєпис
Походив з патриціанського роду Гораціїв. Про молоді роки мало відомостей. 
Виступив проти влади децемвірів на чолі із Аппієм Клавдієм Крассом Сабіном Інрегілленом. Після повалення децемвірів у 449 році до н. е. його було обрано консулом разом з Луцієм Валерієм Потітом. Під час своєї каденції розбив війська сабінян. Надалі разом із колегою сприяв прийняттю законів, що збільшили вплив плебсу. Остання згадка про Барбата датується 444 роком до н. е. Подальша доля його невідома.